# Herman Halouchtchenko
Herman Halouchtchenko (ukrainien :  Галущенко Герман Валерійович), né le 1er mai 1973 à Lviv, est un homme politique ukrainien. 
Depuis mars 2020, il est ministre de l'Énergie du gouvernement Chmyhal.

## Biographie
Il fit ses études à l'Université du commerce et des finances de Kiev. Il a fait l'essentiel de sa carrière dans la résolution d'affaires juridiques. Tant au sein de ministères que dans le privé comme chez Covington & Burling. Il a beaucoup travaillé sur les conséquences des annexions de la Crimée et du Donbass. Entre mai 2020 et 2021 il fut membre du C.A. d'Energoatom.
Il est ministre de l'Énergie du gouvernement Chmyhal depuis 2021 et membre du Conseil de défense et de sécurité nationale d'Ukraine. Le 23 mars 2024 le ministre affirme que la centrale et le barrage de DniproHES sont très endommagés et les frappes russes entraînent de coupures d'électricité pour perturber les industries de défense.